# Millimeter

Olika längder med avseende på det elektromagnetiska spektrumet, mätt i meter och dess härledda skalor. Mikrovågen är mellan 1 meter och 1 millimeter.

En millimeter är 10−3 meter, alltså en tusendels meter. Det förkortas "mm". Millimeter kommer av SI-prefixet milli. Längdenheten, eller delar därav, används normalt som standardmått vid konstruktion och tillverkning. Ordet "millimeter" är belagt i svenska språket sedan 1818.

## Konverteringar
- 1 millimeter (mm) = 1/10 centimeter (cm)
- 1 millimeter (mm) = 1/100 decimeter (dm)
- 1 millimeter (mm) = 1/1000 meter (m)
- 1 millimeter (mm) = 1 000 mikrometer (μm)
- 1 millimeter (mm) = 1 000 000 nanometer (nm)
- 1 millimeter³ (mm³) = 1 mikroliter

## Definition
Sedan 1983 har meter definierats som "längden på den väg som ljus färdats i vakuum under ett tidsintervall på1/299 792 458 av en sekund". En millimeter, 1/1 000 av en meter, är därför den sträcka som ljuset tillryggalagt på 1/299 792 458 000 av en sekund.
Eftersom en tum officiellt definieras som exakt 25,4 millimeter, är en millimeter lika med exakt 5/127 (≈ 0,03937) av en tum.

## Informell terminologi
En vanlig förkortning av millimeter på talad engelska är "mil". Detta kan orsaka förvirring eftersom "mil" i USA traditionellt betyder en tusendels tum.

## Unicode-symboler
För att vara kompatibla med kinesiska, japanska och koreanska (CJK) tecken har Unicode symboler för:
- millimeter - U+339C ㎜ SQUARE MM
- kvadratmillimeter - U+339F ㎟ SQUARE MM SQUARED
- kubikmillimeter - U+33A3 ㎣ SQUARE MM CUBED

I japansk typografi används dessa fyrkantiga symboler för att lägga ut enhetssymboler utan att förvränga rutnätslayouten för texttecken.

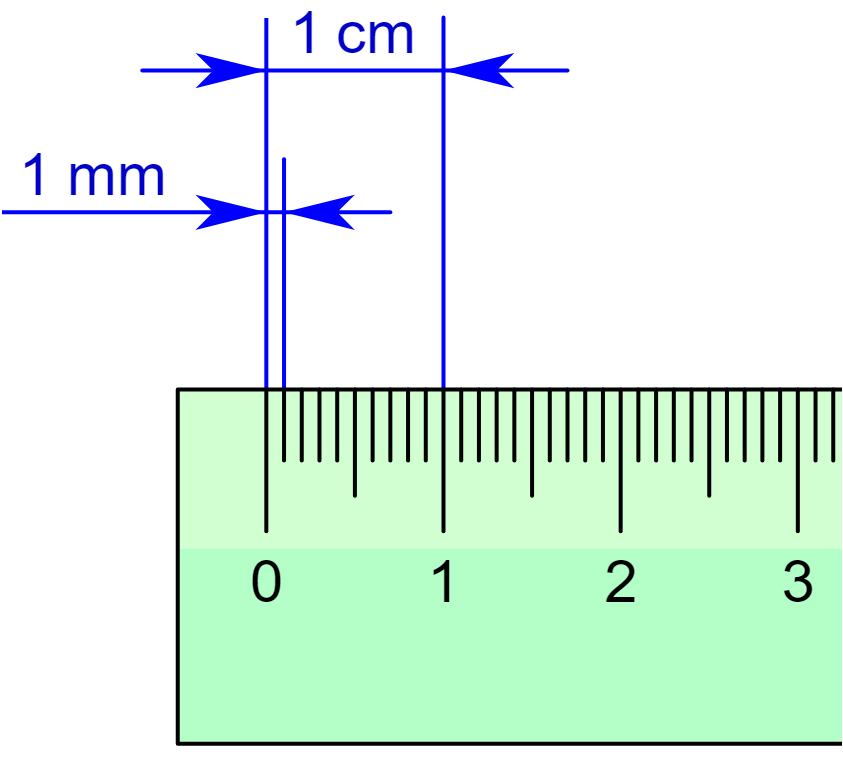
Linjal med millimeter- och centimetermärken

## Mått
På en metrisk linjal är de minsta måtten normalt millimeter. Tekniska linjaler av hög kvalitet kan graderas i steg om 0,5 mm. Digitala skjutmått är vanligtvis kapabla att läsa steg så små som 0,01 mm.
Mikrovågor med en frekvens på 300 GHz har en våglängd på 1 mm. Att använda våglängder mellan 30 GHz och 300 GHz för dataöverföring, i motsats till 300 MHz till 3 GHz som normalt används i mobila enheter, har potential att tillåta dataöverföringshastigheter på 10 gigabit per sekund.
De minsta avstånden det mänskliga ögat kan upplösa är cirka 0,02 till 0,04 mm, ungefär bredden på ett tunt människohår. Ett pappersark är vanligtvis mellan 0,07 mm och 0,18 mm tjockt, med vanligt skrivarpapper eller kopieringspapper ungefär 0,1 mm tjockt.